# Bas Tajpan
Bas Tajpan, właściwie Damian Krępa (ur. 14 marca 1978 w Dąbrowie Górniczej, zm. 16 lipca 2025), znany również jako Bass Doc. i Bas – polski wokalista i autor tekstów, wykonawca muzyki z pogranicza reggae, hip-hopu i raggamuffin. Damian Krępa znany był m.in. z występów w takich zespołach jak: 13 Chilli Pół Fuksa, HaiHaieR, Mustafarai oraz Ushat Sound System. Prowadził także solową działalność artystyczną.
Współpracował ponadto m.in. z takimi wykonawcami jak: Fokus, IGS, Projektor, Junior Stress, Firma, Miuosh, Bosski Roman, Paluch, Peja, Lukatricks, NON Koneksja, Skorup, Fu oraz Hemp Gru.

## Życiorys
Działalność artystyczną podjął w drugiej połowie lat 90. Wraz z Gano i Jajonaszem był członkiem krótkotrwałego tria HaiHaieR mającego w dorobku współpracę z DJ 600V. Bas Tajpan szerzej zaistniał na początku nowego wieku jako artysta solowy, wystąpił m.in. na albumach producenckich IGS-a Ekspedycje (2000) oraz Alchemia (2001). W międzyczasie wraz z Jajonaszem uczestniczył w solowym projekcie Gutka Mustafarai. Efektem współpracy był album pt. Mamto wydany w 2002 roku przez Gigant Records.
W 2003 roku związał się z formacją 13 Chilli Pół Fuksa. W jej skład poza Bas Tajpanem wchodzili Tomek, Mikael oraz Maciek. Grupa podpisała kontrakt z wytwórnią Doperacja. W wyniku konfliktów wewnętrznych ostatecznie nie ukazał się żaden oficjalny materiał. Wkrótce potem grupa została rozwiązana; jej dorobek w postaci nagrań demo został udostępniony w Internecie.
W latach późniejszych Bas Tajpan gościł na płytach takich wykonawców jak: Projektor, Junior Stress, Tabu Duby, Waves oraz Druga Strona Lustra. Pojedyncze nagrania wokalisty ukazały się na kompilacjach różnych wykonawców: Spoko Epka (2005), Silesia Na Kradzionych Bitach (2006) oraz Specjal Ganja Reggae Tunes Vol. 1 (2008). W 2007 roku wraz z Miuoshem założył projekt Fandango Gang. Efektem był wspólny album o tym samym tytule. Gościnnie na płycie wystąpili Bob One, Hemp Gru, Chvaściu oraz Siwydym. W ramach promocji do utworu „Jestem sobą” został zrealizowany teledysk.
18 września 2010 roku ukazał się debiutancki album solowy Bas Tajpana pt. Korzenie i kultura. Materiał był promowany teledyskami do utworu tytułowego oraz „Potęga majestatu”. Gościnnie w nagraniach wzięli udział Bob One, Miuosh, Solo Bawton, Peron, Benjahmin, Textyl, Bosski Roman i Jura Sound. W 2011 roku wystąpił gościnnie na licznych produkcjach w tym: duetu Moral i Gano Przeminęło z dymem, Nasza broń to nasza pasja zespołu Firma czy Skorupa – Etos kowboja. W lutym 2012 roku ukazał się minialbum wokalisty Wszystko na sprzedaż zrealizowany z udziałem Bob One.
W 2024 bez powodzenia kandydował do Rady Miejskiej w Dąbrowie Górniczej z listy Komitetu Wyborczego Wyborców Marcina Bazylaka „Dąbrowianie Razem”.
Fan oraz kolekcjoner klocków Lego, wystąpił w pierwszym sezonie polskiej edycji Lego Masters. Prowadził także kanał na platformie YouTube.
Cierpiał na nowotwór płuca, na który zachorował w 2023. W 2025 zmarł z powodu nawrotu choroby. Został pochowany 19 lipca 2025 na cmentarzu przy ul. 11 listopada w Dąbrowie Górniczej.

## Odbiór
Między innymi w roku 2011 silne kontrowersje wzbudziła publikacja prywatnego utworu twórcy o tytule „Chwasty”, w którym autor miałby nawoływać do mordowania homoseksualistów. Sam twórca jednak zapewniał, że utworu nie należy traktować dosłownie, oraz sugerował, że nigdy nie miał być on opublikowany w oficjalnym wydawnictwie. W następnych latach krytycznie odnosił się do swoich dawnych poglądów, w utworze „Wolny” krytykując siebie z tamtego okresu.

## Dyskografia
Albumy
| Tytuł                                   | Dane dot. albumu                                      |
| --------------------------------------- | ----------------------------------------------------- |
| Fandango Gang (oraz Miuosh)             | - Data: 21 lutego 2009 - Wydawca: Fandango Records    |
| Korzenie i kultura                      | - Data: 18 września 2010 - Wydawca: Fandango Records  |
| Wszystko na sprzedaż (EP; oraz Bob One) | - Data: 4 lutego 2012 - Wydawca: MaxFloRec            |
| Made in Tajpan                          | - Data: 24 listopada 2012 - Wydawca: Hemp Rec         |
| Slavic Rasta                            | - Data: 9 stycznia 2015 - Wydawca: Slavic Rasta Label |
| Boso ale w ostrogach                    | - Data: 1 czerwca 2017 - Wydawca: Slavic Rasta Label  |
| Teraz                                   | - Data: 8 maja 2020 - Wydawca: MaxFloRec              |

Notowane utwory
| Tytuł                                                     | Rok  | Pozycja na liście | Pozycja na liście | Album     |
| Tytuł                                                     | Rok  | POL               | SLiP              | Album     |
| --------------------------------------------------------- | ---- | ----------------- | ----------------- | --------- |
| Bob One – „Daj z siebie wszystko” (gościnnie: Bas Tajpan) | 2014 | 18                | 50                | Twój ruch |

Kompilacje różnych wykonawców
| Album                               | Rok  | Utwór | Źródło |
| ----------------------------------- | ---- | --- | ------ |
| Usta miasta kast                    | 2000 | Bas Tajpan – „Dla tych (Rude Boys Salute)” Jajonasz, Fokus, Bas Tajpan, Dene – „Witam na majq” Jajonasz, Bas Tajpan, Cewu, Dene, Lis, Anik – „Inwestycje drobne” | [ 20 ] |
| Spoko Epka                          | 2005 | Bas Tajpan – „Bastai Pan wolny” | [ 21 ] |
| Silesia Na Kradzionych Bitach       | 2006 | Bas Tajpan – „Haile Selassie I” | [ 22 ] |
| Specjal Ganja Reggae Tunes Vol. 1   | 2008 | Bas Tajpan – „Moja sensi” | [ 23 ] |
| Rap Propaganja Vol.2 – Diss na rząd | 2009 | Bas Tajpan – „Nowy protest” | [ 24 ] |
| Road Rap Hit Vol.1                  | 2009 | IGS, Bas Tajpan, Gutek – „Wybory” | [ 25 ] |
| Drużyna mistrzów                    | 2012 | Bas Tajpan & Bob One – „Chodź” (RMX) | [ 26 ] |
| MaxFloRec – Podaj Dalej Vol.2       | 2012 | Bas Tajpan & Bob One – „Chodź” | [ 27 ] |

Występy gościnne
| Album                                             | Rok  | Utwór | Źródło |
| ------------------------------------------------- | ---- | --- | ------ |
| DJ 600V – Szejsetkilovolt                         | 1999 | „Nie jestem kurwa biznesmenem” (gościnnie: HaiHaieR) | [ 28 ] |
| IGS – Ekspedycje                                  | 2000 | „To co możesz dać” (gościnnie: Bas Tajpan, Gutek) „Protest” (gościnnie: Bas Tajpan, Gutek)                                                                       | [ 29 ] |
| DJ 600V – V6                                      | 2001 | „Nie jestem kurwa biznesmenem” (Remix) (gościnnie: HaiHaieR) | [ 30 ] |
| IGS – Alchemia                                    | 2001 | „Wybory” (gościnnie: Bas Tajpan, Gutek) „Spokojnie” (gościnnie: Bas Tajpan, Lis)                                                                                 | [ 31 ] |
| IGS – Na klucz                                    | 2005 | „Każdy z nas to pozna” (gościnnie: Gutek, Bas Tajpan) „Inwazja” (gościnnie: Bas Tajpan)                                                                          | [ 32 ] |
| IGS – Garaże                                      | 2006 | „Batiman” (gościnnie: Bas Tajpan) | [ 33 ] |
| Projektor – Miraż                                 | 2006 | „Nie chodzi o...” (gościnnie: Cichy, Bas Tajpan, Rahim) | [ 34 ] |
| Druga Strona Lustra – Język żywiołów              | 2006 | „Siła Jah” (gościnnie: Żoołv, Bas Tajpan, Benjahmin) | [ 35 ] |
| Waves – Tru Luv 4 Music                           | 2007 | „Rastafari moją drogą do lepszego” (gościnnie: Bas Tajpan) | [ 36 ] |
| Junior Stress – L.S.M.                            | 2009 | „Sound System” (gościnnie: DJ OK, EastWest Rockers, MadMajk, Ola Monola, Bob One, Bas Tajpan, Frenchman, Marika, Mrozu, Pablopavo, Natty B, Mista Pita, Grubson) | [ 37 ] |
| Hemp Gru – Droga                                  | 2009 | „Właśnie tak” (gościnnie: Bob One, Ras Luta, Bas Tajpan & Miuosh)                                                                                                | [ 38 ] |
| Firma – NieLegalne Rytmy. Kontynuacja             | 2009 | „Misja” (gościnnie: Bas Tajpan, Monilove, Bob One, Lukasyno) „Co jest ważne” (gościnnie: Bas Tajpan)                                                             | [ 39 ] |
| Miuosh – Pogrzeb                                  | 2009 | „Postęp” (gościnnie: Bas Tajpan) | [ 40 ] |
| Majorr – Antikings                                | 2010 | „CZAS czas czas” (IGS Protest Riddim) (gościnnie: Bas Tajpan) | [ 41 ] |
| Bosski Roman – Krak 3                             | 2010 | „Każdy problem to okazja” (gościnnie: Bas Tajpan, Leetal) | [ 42 ] |
| Lukatricks – Czarne złoto                         | 2010 | „Talar” (gościnnie: HST, Bas Tajpan, Moral/Gano) | [ 43 ] |
| NON Koneksja – Persona NON Grata                  | 2010 | „Ile jeszcze” (gościnnie: Bas Tajpan) | [ 44 ] |
| Moral/Gano – Przeminęło z dymem                   | 2011 | „Sprawy ważne, ważniejsze i bliskie” (gościnnie: Bas Tajpan) | [ 45 ] |
| Firma – Nasza broń to nasza pasja                 | 2011 | „Jara-my” (gościnnie: Bas Tajpan) | [ 46 ] |
| Emblemat – Jedna miłość, jedna więź               | 2011 | „To coś więcej” (gościnnie: Bas Tajpan, Słoń) | [ 47 ] |
| Skorup – Etos kowboja                             | 2011 | „Z bandą” (gościnnie: DJ BRK, Siwydym, Proceente, Bas Tajpan, Rufijok, Metrowy, Mops Bebsky, Eskobar)                                                            | [ 48 ] |
| MoniLove – Monilove Music                         | 2011 | „Marija Marija” (gościnnie: Bas Tajpan) | [ 49 ] |
| Fu – De Facto                                     | 2011 | „Przesłanie z daleka” (gościnnie: Daab, Pono, Bas Tajpan) | [ 50 ] |
| Projektor – Remiraż                               | 2011 | „Nie chodzi o...” (Bob Air Remix) (gościnnie: Cichy, Bas Tajpan, Rahim)                                                                                          | [ 51 ] |
| RRI – Arche                                       | 2011 | „Za wszelką cenę” (gościnnie: Bas Tajpan) | [ 52 ] |
| Jasiek MBH – Nazwij to jak chcesz                 | 2011 | „Nowa era” (gościnnie: Bas Tajpan) | [ 53 ] |
| Hemp Gru – Lojalność                              | 2011 | „Zapomniani bohaterowie” (gościnnie: Bas Tajpan) | [ 54 ] |
| Gober & DJ Gondek – 2XG                           | 2012 | „Taki sam los” (gościnnie: Bas Tajpan) | [ 55 ] |
| Paluch – Niebo                                    | 2012 | „Przystanek ziemia” (gościnnie: Bas Tajpan) | [ 56 ] |
| RaggaBangg – RaggaBangg                           | 2012 | „Miejsca” (gościnnie: Bas Tajpan) | [ 57 ] |
| SB – Struktura dźwięków                           | 2012 | „Mój dom” (gościnnie: Bas Tajpan) | [ 58 ] |
| South Blunt System – I’m Seeing                   | 2013 | „Samozagłada” (gościnnie: Bas Tajpan) | [ 59 ] |
| Jongmen – Kontrapunkt                             | 2013 | „Nigdy nie jest za późno” (gościnnie: Bas Tajpan) | [ 60 ] |
| Bob One – Twój ruch                               | 2013 | „Daj z siebie wszystko” (gościnnie: Bas Tajpan) | [ 61 ] |
| Jahbestin – Dziki wjazd                           | 2013 | „Manifest” (gościnnie: Bas Tajpan) „Manifest (N.Kick Remix)” (gościnnie: Bas Tajpan)                                                                             | [ 62 ] |
| Mrokas – Luxus na raty                            | 2013 | „Szafirowe kraty” (gościnnie: Bas Tajpan, Robako) | [ 63 ] |
| Kajman – Prototyp                                 | 2013 | „Prototyp” (gościnnie: Bas Tajpan, Bob One) | [ 64 ] |
| Viruz – Pamiętaj, jesteś kimś                     | 2013 | „Pamiętaj, jesteś kimś!!!” (gościnnie: Kobra, Bas Tajpan) | [ 65 ] |
| Rozbójnik Alibaba, Jan Borysewicz – Bal maturalny | 2014 | „W głowie swej” (gościnnie: Bas Tajpan) | [ 66 ] |
| Kamelito – W międzyczasie                         | 2014 | „Wiem swoje” (gościnnie: Bemer, Bas Tajpan) | [ 67 ] |
| Luksmamilion – Fundament                          | 2014 | „Na wyciągnięcie ręki” (gościnnie: Bas Tajpan) | [ 68 ] |
| Soulja Hooligans – Soulja Hooligans               | 2014 | „Matka ziemia” (gościnnie: Bas Tajpan, Rusałki) | [ 69 ] |
| AAAWARIA – EEERROR                                | 2017 | „Materialny” (gościnnie: Kobik, Bas Tajpan) | [ 70 ] |

## Teledyski
| Tytuł                                                                      | Rok  | Reżyseria/realizacja                 | Album                               | Źródło |
| -------------------------------------------------------------------------- | ---- | ------------------------------------ | ----------------------------------- | ------ |
| „Jestem sobą” (oraz Miuosh; gościnnie: Bob One)                            | 2009 | Przedmarańcza                        | Fandango Gang                       | [ 71 ] |
| „Jak to jest” (oraz Miuosh)                                                | 2009 | Przedmarańcza                        | Fandango Gang                       | [ 72 ] |
| „Korzenie i kultura”                                                       | 2010 | –                                    | Korzenie i kultura                  | [ 73 ] |
| „Potęga majestatu” (gościnnie: Junior Stress)                              | 2010 | –                                    | Korzenie i kultura                  | [ 74 ] |
| „Świadomość” (gościnnie: Weronika Skalska)                                 | 2011 | Przedmarańcza                        | –                                   | [ 75 ] |
| „Nadszedł już czas” (oraz Bob One)                                         | 2012 | Przedmarańcza                        | Wszystko na sprzedaż                | [ 76 ] |
| „Spuścizna”                                                                | 2012 | Przedmarańcza                        | Made in Tajpan                      | [ 77 ] |
| „Dla moich Ludzi”                                                          | 2013 | TuNaDole Video                       | Made in Tajpan                      | [ 78 ] |
| „Hajs”                                                                     | 2014 | Mateusz Kołodziejczyk, Jarosław Cyba | Slavic Rasta                        | [ 79 ] |
| „Baby”                                                                     | 2014 | Christofer Luca                      | Slavic Rasta                        | [ 80 ] |
| „#Hot16Challenge”                                                          | 2014 | –                                    | –                                   | [ 81 ] |
| Gościnnie                                                                  |      |                                      |                                     |        |
| Firma – „Misja” (gościnnie: Bas Tajpan, Bob One, Monilove, Lukasyno)       | 2009 | Przedmarańcza                        | NieLegalne Rytmy: Kontynuacja       | [ 82 ] |
| Lukatricks – „Talar” (gościnnie: HST, Bas Tajpan, MoralGano)               | 2010 | Przedmarańcza                        | Czarne złoto                        | [ 83 ] |
| Firma – „Jara-my” (gościnnie: Bas Tajpan)                                  | 2011 | Act 6 Group                          | Nasz broń to nasza pasja            | [ 84 ] |
| Luksmamilion – „Chodź pogadamy” (gościnnie: Bas Tajpan)                    | 2011 | Przedmarańcza                        | Początek                            | [ 85 ] |
| Monilovemusic – „Marija Marija” (gościnnie: Bas Tajpan)                    | 2011 | Blood Simple Films                   | Monilove Music                      | [ 86 ] |
| Hemp Gru – „Zapomniani bohaterowie” (gościnnie: Bas Tajpan)                | 2012 | Miłosz Hunzvi                        | Lojalność                           | [ 87 ] |
| Gober, DJ Gondek – „Taki sam los” (gościnnie: Bas Tajpan)                  | 2012 | Gober, Kamil Krawczyk                | Taki sam los                        | [ 88 ] |
| Viruz – „Pamiętaj, jesteś kimś” (gościnnie: Kobra, Bas Tajpan)             | 2013 | 9liter Filmy                         | Pamiętaj, jesteś kimś!!!            | [ 89 ] |
| SB – „Mój dom/Kocham” (gościnnie: Bas Tajpan / Monilove)                   | 2013 | 9liter Filmy                         | Struktura dźwięków                  | [ 90 ] |
| Bob One – „Daj z siebie wszystko” (gościnnie: Bas Tajpan)                  | 2013 | Przedmarańcza                        | Twój ruch                           | [ 91 ] |
| Kajman – „Prototyp” (gościnnie: Bob One, Bas Tajpan)                       | 2013 | Damian Bieniek                       | Prototyp                            | [ 92 ] |
| Lyonner – „Walcz o swoje” (gościnnie: Bas Tajpan, Napoleon)                | 2014 | 3/4 Underground Studio               | Z życia wzięte                      | [ 93 ] |
| Soulja Hooligans – „Matka ziemia” (gościnnie: Bas Tajpan, Rusałki)         | 2014 | –                                    | Soulja Hooligans                    | [ 69 ] |
| Inne                                                                       |      |                                      |                                     |        |
| Bas Tajpan – „Nowy protest”                                                | 2009 | –                                    | Rap Propaganja Vol.2 – Diss na rząd | [ 94 ] |
| Bas Tajpan, Kłak, Luks Mamilion, Kamel, Gosia BigEye – „Zagłębie talentów” | 2013 | –                                    | –                                   | [ 95 ] |

## Nagrody i wyróżnienia
| Rok  | Nagroda           | Kategoria     | Tytułem                                        | Nota      | Źródło |
| ---- | ----------------- | ------------- | ---------------------------------------------- | --------- | ------ |
| 2014 | Eska Music Awards | Najlepszy hit | Bob One i Bas Tajpan – „Daj z siebie wszystko” | Nominacja | [ 96 ] |